# Lutz Heineking junior

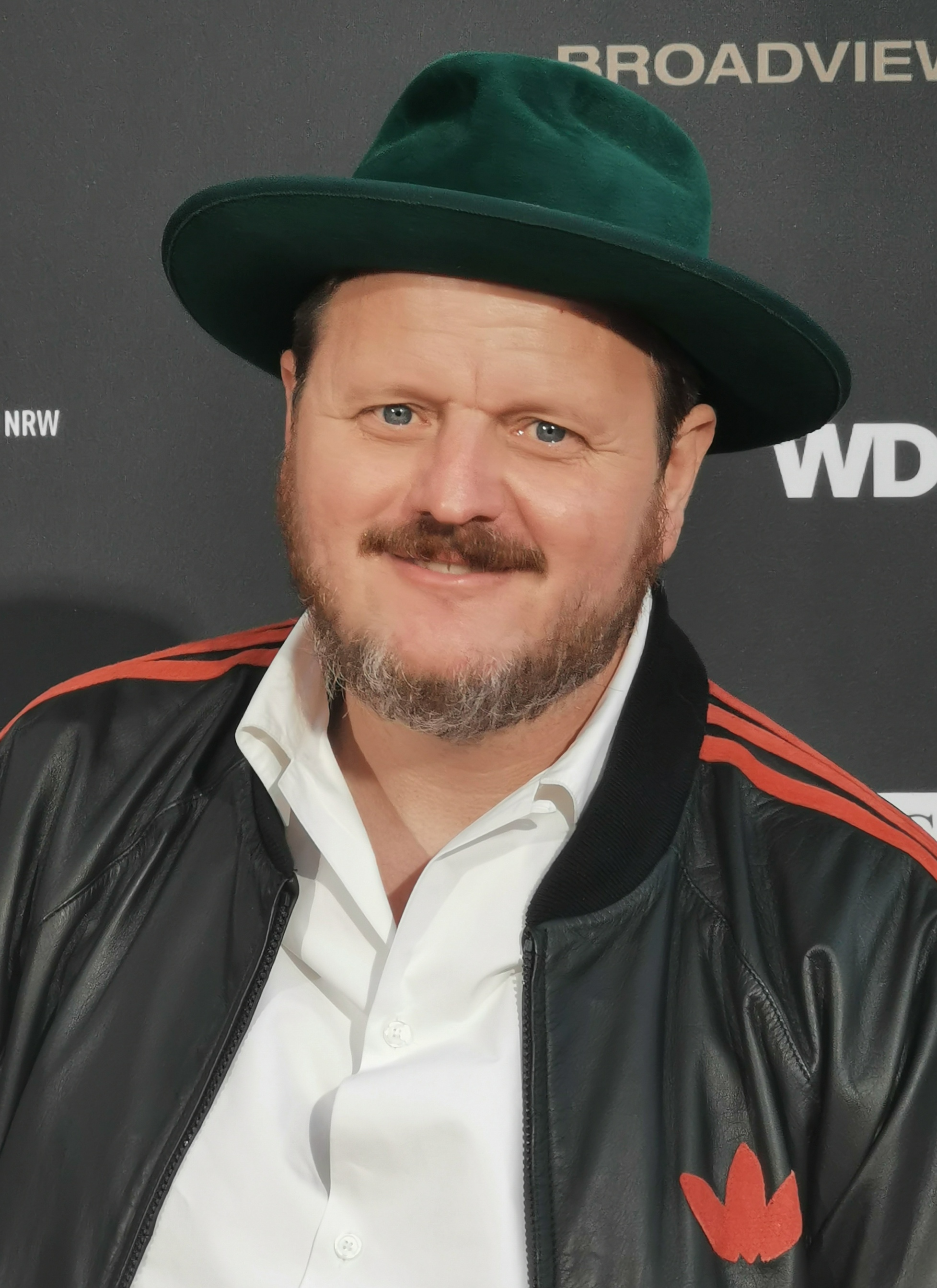
Lutz Heineking junior (2023)

Lutz Heineking (* 21. Februar 1975 in Köln) ist ein deutscher Filmproduzent und Regisseur.

## Leben
Lutz Heineking absolvierte ab 1996 zunächst den Studiengang The Art and Technique of Filmmaking an der New York Filmacademy und an der London Film School. 2003 gründete er die Filmproduktionsgesellschaft Eitelsonnenschein. 2010 schloss er das Studium an Kunsthochschule für Medien Köln mit Diplom ab. Er ist Produzent, Regisseur und Autor der vierteiligen Fernsehserie Endlich Deutsch! (Erstausstrahlung Oktober 2014 im WDR Fernsehen).
Als Geschäftsführer seines Unternehmens produziert er gemeinsam mit seinem Bruder Peter Heineking Werbe- und Imagefilme, Dokumentarfilme, Kurzfilme und teilweise abendfüllende fiktionale Stoffe. Seit 2020 ist er alleiniger Gesellschafter der eitelsonnenschein GmbH.
2021 wurde er in den Art Directors Club Germany aufgenommen. Er ist Mitglied in der deutschen Akademie für Fernsehen. Er war mehrfach für den Grimme-Preis nominiert; der Preis der deutschen Fernsehakademie und der Deutsche Comedypreis gehören zu seinen Auszeichnungen. Sein Kino- und Langfilmdebüt Der Pfau kam im März 2023 in die Kinos.

## Filmografie (Auswahl)
- 2008: Spendensucht (Kurzfilm) – Produktion, Regie
- 2008: Hörspiel – der Film (Kurzfilm) – Produktion, Regie
- 2009: Die Bewerber (Kurzfilm) – Produktion, Regie
- 2011: Luther (Kurzfilm) – Produktion
- 2011: Erdmöbel – Das Senatshotel (Kurzfilm) – Produktion[3]
- 2011: Wunder Punkt (Kurzfilm) – Produktion
- 2011: Ausreichend (Kurzfilm) – Produktion
- 2014: Endlich Deutsch! (Fernsehserie, WDR) – Produktion, Regie, Drehbuch
- 2016: World of Wolfram (Fernsehserie, funk) – Produktion, Regie
- 2017: Das Institut – Oase des Scheiterns (Fernseh-Miniserie) – Regie
- 2019: Macht er eh nicht – Produktion, Regie
- 2019/20: Andere Eltern – Showrunner, Autor, Produktion, Regie
- 2020: Drinnen – Im Internet sind alle gleich – Regie, Ko-Produzent
- 2020: Ausgebremst – Mit Vollgas in die Sackgasse – Regie, Creative Producer
- 2021: KBV – Keine besonderen Vorkommnisse – Autor, Regie, Creative Producer
- 2021: abgetaucht – Meine falschen Ferien – Produzent
- 2022: Hype – Produzent
- 2022: Drag me to the USA – Creative Producer, Produzent
- 2022: Lebenslänglich Erlemann – Showrunner, Creative Producer, Co-Produzent
- 2022: Der Pfau – Autor, Regie, Creative Producer, Produzent
- 2023: ALAAF-200 Jahre Kölner Karneval – Regie, Produzent
- 2023: Aufgeputscht – Produzent
- 2023: Seid einfach wie Ihr seid – Produzent
- 2023: Lebenslänglich Erlemann – Regie mit Jutta Doberstein, Showrunner und Produzent mit Veronica Ferres
- 2023: GONG für KiKA – Produzent
- 2023: Wir sind die Meiers – Regie
- 2024: Andere Eltern – Die 1. Klasse – Regie, Produzent, Autor
- 2024: Meine Heimat, Mein Verein – Produzent
- 2025: Club der Dinosaurier – Produzent, Regie
- 2025: Rembetis – Produzent

## Auszeichnungen, Nominierungen und Preise
- 2008: Sonderpreis Videofilmtage Gera für Spendensucht
- 2009: Preis der Stadt Neubrandenburg DokumentART für Spendensucht
- 2009: Lobende Erwähnung auf dem Cine Jove Valencia für Spendensucht
- 2010: König Pilsener Webfilm Award 2010 für Die Bewerber[4]
- 2015: Award of Excellence Indiefest Filmawards für Endlich Deutsch!
- 2015: Gewinner in der Kategorie „Fernsehunterhaltung“ beim Preis der Deutschen Akademie für Fernsehen für Endlich Deutsch!
- 2015: Nominierung Grimme-Preis für Endlich Deutsch!
- 2017: Best Web Programm Paris Play Festival für World of Wolfram
- 2017: Best Web Series Los Angeles Film Awards für World of Wolfram
- 2017: Best Web Series Top Shorts für World of Wolfram
- 2017: Best Director Los Angeles Film Awards für World of Wolfram
- 2017: Outstanding Direction LA Webfest für World of Wolfram
- 2017: Best Juvenile Series Rio Webfest für World of Wolfram
- 2018: Der deutsche Comedypreis für Das Institut – Oase des Scheiterns
- 2020:  Nominierung  Grimme-Preis für Andere Eltern!
- 2021: Grimme-Preis für Drinnen – Im Internet sind alle gleich
- 2022: Nominierung Deutscher Fernsehpreis für KBV-Keine besonderen Vorkommnisse
- 2023: Prädikat Besonders Wertvoll für Der Pfau
- 2023: Nominierung  Grimme-Preis für HYPE
- 2024 Nominierung International Emmys für GONG